# The Opposite Sex (2014)
The Opposite Sex, também conhecido pelo título provisório de A Bet's A Bet (bra: O Sexo Oposto) é um filme independente de pequeno orçamento de 2014 dirigido por Jennifer Finnigan e Jonathan Silverman, e são suas estreias na direção. Foi lançado em Blu-ray em 22 de outubro de 2014 na Suécia e na Finlândia e recebeu um lançamento nos Estados Unidos em 21 de maio de 2015. O filme também foi lançado em cinemas no exterior como Poskromić Playboya. O filme é estrelado por Kristin Chenoweth, Mena Suvari, Eric Roberts, Jennifer Finnigan e Geoff Stults.

## Sinopse
Vince (Geoff Stults) é um advogado de divórcio bem-sucedido que é um notório mulherengo, tendo casos com seus clientes. Ele fica intrigado, no entanto, quando conhece a competitiva Jane (Mena Suvari), uma jovem divorciada que se ressente com os homens. Os dois concordam com uma série de apostas onde quem vencer decide o destino de quem perder. Nenhum dos dois espera se apaixonar.[carece de fontes?]

## Elenco
- Geoff Stults como Vince
- Mena Suvari como Jane
- Kristin Chenoweth como Sra. Kemp
- Josh Hopkins como Kenny
- Jennifer Finnigan como Stephanie
- Josh Cooke como Kendrick
- Eric Roberts como Sr. Campbell
- Dana Ashbrook como Gary
- Debra Jo Rupp como Tracy
- Jonathan Silverman como Tom
- Kenan Thompson como Mitch
- Julie Ann Dawson como garota gostosa do clube
- Amy Rutberg como Regina
- Jackie Moore como Madison
- Joey Fatone como mestre de cerimônias
- Maria Kanellis como Hot Mess

## Recepção
O StarPulse classificou o filme favoravelmente, escrevendo "Leve, fofo, mas também muito espirituoso em sua escrita, "A Bet's A Bet" é diversão inofensiva e agradável." Interia Film criticou fortemente o filme, pois sentiram que não havia química entre suas estrelas principais e que a comédia do filme estava desatualizada.